# Dehgolān (kommunhuvudort i Iran)
Dehgolān (persiska: دهگلان) är en kommunhuvudort i Iran.   Den ligger i provinsen Kurdistan, i den nordvästra delen av landet, 400 km väster om huvudstaden Teheran. Dehgolān ligger 1 818 meter över havet och antalet invånare är 20 226.
Terrängen runt Dehgolān är huvudsakligen platt, men söderut är den kuperad.Runt Dehgolān är det ganska tätbefolkat, med 58 invånare per kvadratkilometer. Dehgolān är det största samhället i trakten. Trakten runt Dehgolān består i huvudsak av gräsmarker.